# 세르펜티나타 양식

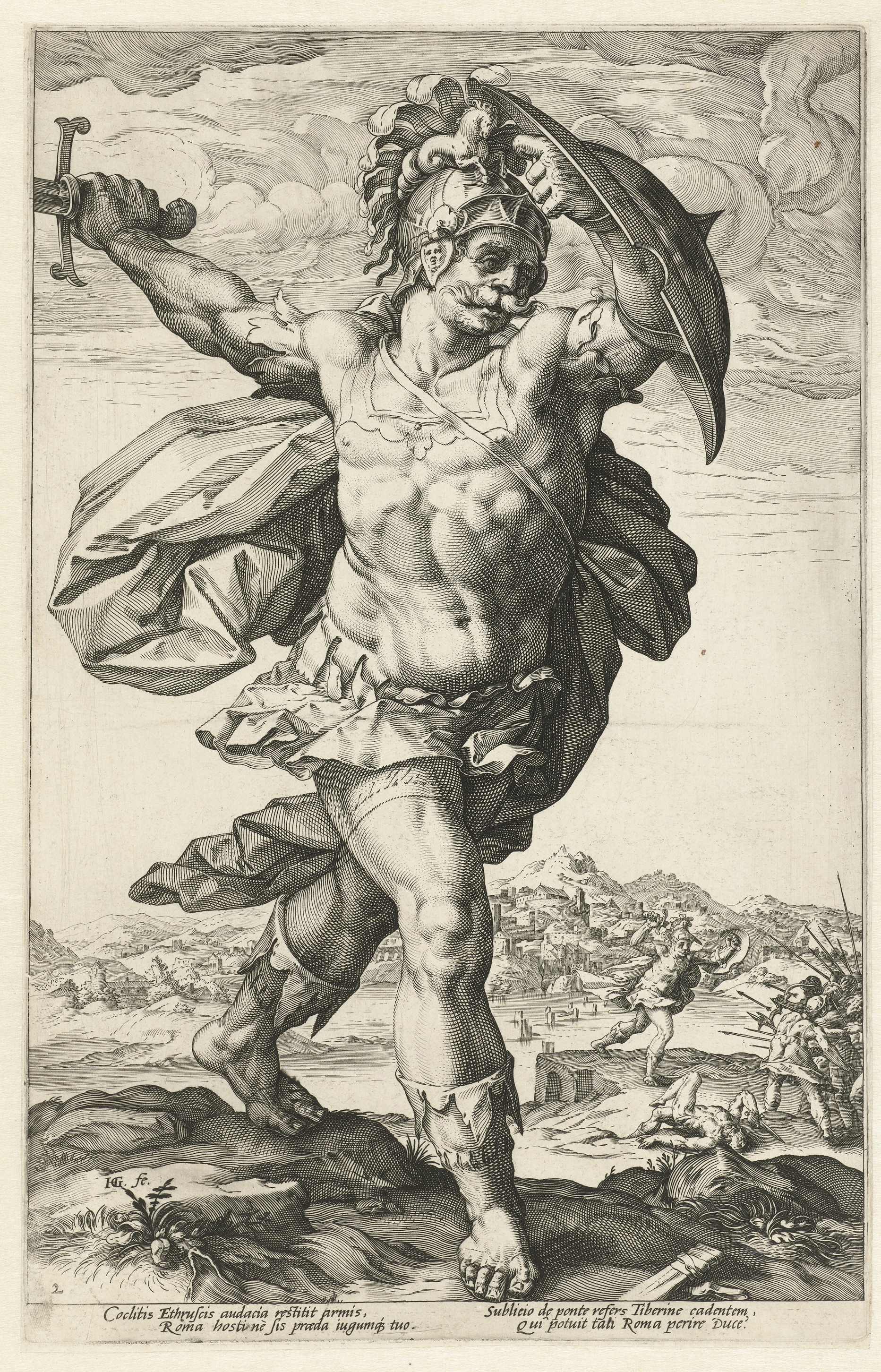
호라티우스 코클스, 헨드리크 골트지우스의 1586년 판화 작품

세르펜티나타 양식(이탈리아어: Figura serpentinata, 이탈리아어로 ‘구불구불한 모양’)는 그림과 조각의 스타일로, 인물을 보다 역동적으로 보이게 하는 것이 특징이며, 이는 전형적인 매너리즘이다. 콘트라포스토(contrapposto)와 비슷하지만 동일하지는 않으며, 종종 나선형 포즈의 인물이 특징이다. 초기 사례는 레오나르도 다빈치, 라파엘 및 미켈란젤로의 작품에서 볼 수 있다.
에밀 마우러는 화가이자, 이론가인 잔 파올로 로마초(1538–1600)에 대해 다음과 같이 쓴다. 동시에 피라미드를 정확한 비율로 원뿔의 기하학적 형태로 만들어야 하는 ‘모토’, 즉 구불구불한 움직임이 우선시된다.

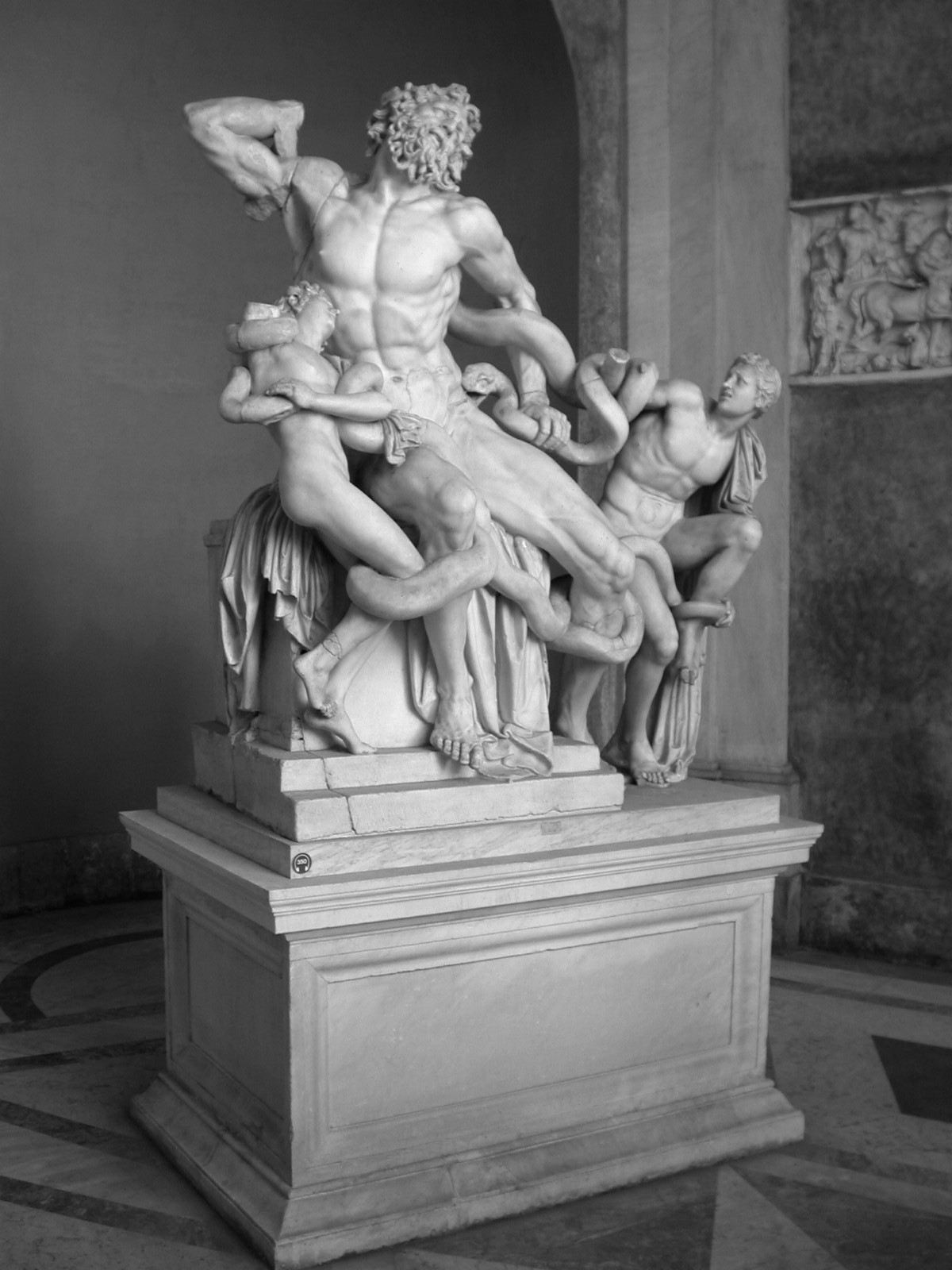
라오쿤 그룹

자크 부스케는 1506년 라오쿤 그룹의 발견과 모든 예술가, 특히 미켈란젤로에게 지대한 영향을 미친 결과로 구불구불한 스타일이 발생했다고 주장한다. 존 쉐어맨은 또한 미켈란젤로가 교황 율리우스 2세의 무덤을 위해 제작한 승리자들(Victors)을 인용하면서 그것이 발명되었다고 주장한다. 반면 마우러는 미켈란젤로의 작품에서 이 스타일을 거의 감지할 수 없으며, 대신 베카푸미를 선구자로 인용한다. 베카푸미의 학생 마르코 피노는 베카푸미의 스타일을 살비아티, 파르미자니노 및 아마도 미켈란젤로의 스타일과 연결했으며, 그의 작품 전체는 세르펜티나타 모티프로 표시된다. 파올로 피노 자신은 자신의 디아로고 델라 피투라(Dialogo della Pittura)에서 그의 인물들의 포즈가 매우 다양하며, 그의 모든 작품에서 완벽하고 완전히 왜곡된 하나의 단일 인물을 찾는 것이 양면적이고, 어렵다고 말한다.
마우러가 썼듯이 화가는 조각가보다 자유롭고 자연에 덜 얽매여 있다. 따라서 그들은 그림의 목표와 의도된 효과에 따라 모양을 바꾸고, 지나치게 늘리고, 기하학적으로 만들고, 녹이고, 캐리커처링, 채색 또는 구불구불하게 하여 그림을 가지고 놀 수 있다. 르네상스 예술의 규범이 느슨해지고 ‘세르펜티나타’ 양식이 발전하면서 그 양식의 구조와 규칙이 체계화되기 시작했다. 인물이 육체적 힘, 열정, 긴장 및 의미론적 완성을 나타내는 형식 스타일이 시작되었다. 움직임은 동기가 없는 것도 아니고 단순히 의지로 이루어진 것이 아니라 순수한 형태의 의지로 이루어졌다. 또한 그들의 행동은 힘에서 나온 것이 아니라 무력함에서 나온 것이다.
스타일은 베르니니의 〈프로세르피나의 강간〉과 함께 1620년대에도 영향을 미쳤다.

## 참고 문헌
- (독일어) 에밀 마우러: Manierismus: Figura serpentinata und andere Figurenideale : Studien, Essays, Berichte, 2001, ISBN 3-85823-791-4
- 존 쉐어맨:  Mannerism. Art and Architecture series. London : Penguin Books, 1991, ISBN 0-14-013759-9
- 자크 부스케: Mannerism: The Painting and Style of the Late Renaissance, New York, 1964, translated by Simon Watson Taylor